# 迪·布萊德利·貝克
迪·布雷德利·貝克（英語：Dee Bradley Baker，1962年8月31日—）是一位美國配音員，以為動物與怪物等角色獻聲而聞名。他的作品涵蓋多部動畫影集，包括《探險活寶》、《美國老爹》、《降世神通：最後的氣宗》、《Ben 10》、《飛哥與小佛》、《海綿寶寶》等作品。
在真人節目中，他也有配音演出，作品包括《神秘的古庙》和《Shop 'til You Drop》，並曾參與電影如《空中大灌籃》與《盒子怪》的配音。貝克尤其以在《星際大戰》各電視系列中的表現聞名，主要為《星際大戰：複製人之戰》、《星際大戰：反抗軍起義》以及《星際大戰：瑕疵小隊》中的雷克斯隊長與其他複製人角色配音。此外，他也為多款電玩遊戲中的角色獻聲。

## 早年生活
貝克於1962年8月31日出生於印第安納州布魯明頓，並在科羅拉多州格里利成長。他從9歲開始表演，持續參與音樂劇、歌劇、戲劇和單口喜劇的演出。童年時期，他是《星艦迷航記》、《星際大戰》、《猩球崛起》系列以及弗兰克·扎帕音樂的愛好者，也對昆蟲、節肢動物與恐龍充滿興趣。他於1981年自大學附屬中學（University High School）畢業，並獲得了波契爾獎學金。
貝克隨後進入科羅拉多州科羅拉多泉的科羅拉多學院就讀，主修哲學，並輔修生物學、美術與德語，其中德語更是在德國哥廷根大学進行為期一年的海外研修。他在校期間積極參與當地劇場製作與合唱團活動。1986年，他取得哲學學士學位，畢業後投入多項社區劇場計畫，包括一部曾在當地公共電視台播出的短篇喜劇電影。

## 職業生涯

### 早期
1989年，貝克搬到佛羅里達州奧蘭多，並在EPCOT中心生命奇觀展館（Wonders of Life pavilion）擔任即興喜劇節目《The Anacomical Players》的演員，開始參與迪士尼與環球影城的多項專案。
他首次在全國性電視亮相，是在1993至1995年間播出的尼克兒童頻道遊戲節目《神秘的古庙》中擔任節目旁白，同時也是節目中的巨型說話石像神祇「奧姆克」（Olmec）的配音者。他以「雄厚、有力、如神一般」的嗓音演繹奧姆克，並在節目中說故事，向參賽小選手提問相關的歷史與神話知識。該節目共播出三季、計120集。當節目主持人柯克·佛格（Kirk Fogg）移居洛杉磯時，也鼓勵貝克一同前往發展。2016年，兩人再度在真人電影改編版《隱藏神廟的傳奇》中重現當年角色。2021年CW電視台推出節目重啟版時，貝克也再次回歸配音奧姆克。
貝克於1994年北岭地震發生約一年前搬到南加州，開始從事配音工作。他的第一個主要角色是在動畫《雞與牛》及其衍生作品《黃鼠狼威索》中擔任主角父親的聲音。他首部參與配音的長篇電影作品是以籃球為主題的《空中大灌籃》，其中他為達菲鴨、袋獾以及Toro配音。他也為許多電視動畫中的單集角色與常駐角色配音，如《喬尼大冒險》、《英勇强尼》、《德克斯特的實驗室》、《海綿寶寶》與《飛天小女警》。他在《小島樂園》中為阿格（Og）擔任主角配音，並在《叢林幼幼班》第2季中配音黑豹巴希拉。2001年，他為《反斗家族》中的Sanjay與Binky等多個角色獻聲，並在《愛酷一族》中為曼蒂的父親擔任配音。此外，他還在《小孩大聯盟》中為四號配音。
在真人實境節目方面，貝克曾擔任節目《搶購風雲榜》的共同主持與旁白。該節目在Family頻道及PAX電視網復播後共製作數百集，直到2003年重新製作；該節目由Stone Stanley娛樂製作，此外，他也在尼克頻道影集《艾倫的奇幻旅程》中飾演記者Phil Berg。

### 動物聲音演出
從《蠻荒歷險記野生天才》開始，貝克開始為多種動物角色配音，這也逐漸成為他的專長。他在真人動物電影《他不笨它是我的心肝寶貝》中為豬George配音。並自此後為許多幼兒節目貢獻聲音，包括：《愛探險的朵拉》、《米奇妙妙屋》、《好奇猴喬治》 、《小熊维尼与跳跳虎》以及《傑克與夢幻島海盜》。
在《降世神通：最後的氣宗》中，貝克為飛天野牛阿柏與飛狐獴毛毛配音，也在續作《降世神通：科拉傳》中為娜迦（Naga）、帕布（Pabu）與烏雞（Oogi）等生物角色獻聲。他也參與《美國龍：傑克龍》與《Ben 10》系列的配音工作，尤其為劇中眾多外星生物及其變身型態配音。續作如《Ben 10 外星英雄》 、《Ben 10 終極英雄》與《Ben 10 全面進化》，甚至是真人電影與動畫重啟版中，他亦持續參與。負責《全面進化》美術設計的德瑞克·懷亞特（Derrick J. Wyatt）曾提到，因為貝克幾乎包辦所有外星角色，部分聲音設計對他的嗓音造成極大壓力，才不得不邀請其他配音員分擔。 在電視以外，他還為迪士尼樂園與神奇王國重新打造的《加勒比海盜》設施中的杰克船长會說話的鸚鵡配音。
2007年，貝克為迪士尼動畫《飛哥與小佛》中的鴨嘴獸泰瑞配音。在2013年聖地牙哥動漫展座談會上，貝克表示當初試音時，被要求提供三種不同的生物叫聲，是否真像鴨嘴獸反倒不是重點，最後其中一個聲音成為泰瑞的標誌性嗓音。泰瑞迅速成為該系列的突出角色之一，貝克也多次出席相關座談會。2014年，泰瑞獲提名尼克频道儿童选择奖「最佳動物配角」，他配音的另一個系列《神秘小鎮大冒險》中的寵物豬瓦多（Waddles）也入圍同一獎項。

### 其餘領域
2005年，貝克擔任動畫情境喜劇《美國老爹》中克勞斯一角的配音工作。克勞斯原是一名德國奧運跳台滑雪選手，後因科學實驗失敗而靈魂被置換到一隻金魚身上。貝克在接受《Pop Break》訪問時表示，他喜歡克勞斯這個角色，因為他熱愛德語，角色寫得很好，且對他的嗓音負擔不大。他將配音過程比喻為參加《千面女郎》那樣的歡樂排練。他曾多次參加《美國老爸！》的動漫展座談，包括2010年、2012年與2014年的聖地牙哥動漫展，以及2014年的紐約動漫展。2017年，他憑藉《美國老爹》〈Fight or Flight〉一集中克勞斯的演出，獲得黃金時段艾美獎「傑出角色配音表現獎」提名。他在該劇中還為其他角色配音。
他在《降世神通：柯拉傳奇》中為議會成員塔洛克（Tarrlok）配音，也因此於2012年獲得「幕後配音演員獎」提名。除了電視節目外，貝克也參與多部動畫電影與真人動畫混合電影配音，包括《史酷比2：怪兽偷跑》中部分經典幽靈怪物，以及《快樂腳》登場的企鵝Maurice。他亦參與《史酷比神秘檔案》電視系列與多部相關錄影帶電影的演出。
貝克亦深度參與2008年上映的動畫電影《星際大戰：複製人之戰》及隨後推出、共七季的動畫影集。他不僅為主角雷克斯隊長與柯迪指揮官（Commander Cody）配音，還獨自為劇中所有複製人士兵獻聲。因為這項演出，他於2012年獲得安妮獎電視製作最佳配音提名。他在《星際大戰：反抗軍起義》第2季起亦再度詮釋雷克斯隊長，並為樂園遊樂設施《星際之旅：冒險繼續》中的波巴·费特配音。他在2011年動畫影集《蓋酷家庭》中惡搞《星際大戰六部曲：絕地大反攻》的特別篇〈It’s a Trap!〉中，讓克勞斯化身為阿克巴上將。2021年，他再次於《複製人之戰》的衍生作《星際大戰：瑕疵小隊》中為整支變種複製人隊伍配音。2023年，他被宣布將於《星際大戰：亡命之徒》電玩遊戲中為女主角凱·維斯（Kay Vess）的夥伴尼克斯（Nix）配音。

### 電玩作品
在電玩領域，貝克持續為卡通頻道與尼克兒童頻道相關的眾多動畫改編遊戲擔任原角配音。他為2007年遊戲《汽車總動員：越野挑戰賽》中德國賽車Otto Von Fassenbottom配音，亦為《最後一戰2》與《最後一戰3》中的重生者（Gravemind）配音。他在2003至2005年間也為《完美超人JOE系列》系列的主角Joe獻聲。
他為遊戲《Spore》中的各種生物音效配音，該遊戲讓玩家創造與演化自己的物種。在2008年聖地牙哥動漫展開幕之夜的「電玩音樂會」（Video Games Live）中，他作為表演嘉賓，現場演出來自《戰爭機器》等遊戲的角色。他也為暴雪娛樂旗下角色配音，包括《风暴英雄》中的小魚人Murky，以及《鬥陣特攻》中的倉鼠機器駕駛員火爆鋼球。他亦在《顏料寶貝》系列中聲演多名角色。
貝克同樣是2010年推出的《但丁的地獄之旅》裡死神一角的配音者 ，也在2011年《傳送門2》中為機器角色阿特拉斯（Atlas）與P-body配音。他還為2014年遊戲《Minecraft：故事模式》中主角的寵物豬Reuben配音。
2014年，貝克持續參與《美國老爹》、《神秘小鎮大冒險》與《科拉傳奇》第四季的配音工作。亦參與了迪士尼XD動畫《七寶》、《盒子怪》配音，他還在《樂高蝙蝠俠3：飛越高譚市》中為大反派魔神腦）配音；並於情境喜劇《熱情如火》的動畫特別篇中為喬治·克魯尼及其狗狗配音；2020年，他在《火箭競技場》中為英雄角色Leef配音。
貝克曾多次參與動漫展等活動座談會，探討配音工作 。他亦建立了網站「IWantToBeAVoiceActor.com」，分享配音入行常見問題與建議。該網站也被知名配音員史蒂夫·布魯姆與羅伯·保森引用，視為配音入門的重要參考資源。

## 個人生活
貝克與妻子是在科羅拉多斯普林斯美術中心參與兒童劇演出時相識。兩人於1990年結婚，育有兩名女兒。一家人目前居住於洛杉磯。
在配音工作之外，貝克熱愛攝影，主要拍攝小型花卉與昆蟲。他精通德語。

### 書籍
- 提姆·布魯克斯（英语：Tim Brooks (television historian)）; Marsh, Earle F.  9th. Random House Publishing Group. 2009. ISBN 9780307483201.
- Terrace, Vincent.  2d. McFarland. 2008. ISBN 9780786486410.
- Perlmutter, David. . McFarland. 2014. ISBN 9781476614885.

## 外部連結
- 官方网站
- I Want To Be A Voice Actor – Baker's voice-over advice site.
- 迪·布萊德利·貝克在互联网电影资料库（IMDb）上的資料（英文）
- TCM电影资料库上Dee Bradley Baker的资料（英文）